# Cœurs Caraïbes
Cœur Caraïbes est une série télévisée française en quatre épisodes de 90 minutes diffusés à partir du 6 décembre 1995 sur M6. L'action se déroule principalement en Martinique sur l'îlet Oscar.
Depuis 2021, l'intégralité de la série est disponible sur la plateforme gratuite Pluto TV.

## Synopsis
Linda est top model en pleine ascension. Elle mène une vie parisienne agitée mais voilà qu'elle hérite d'un hôtel aux Antilles. Elle abandonne Paris, défilés, photos, stress... Mais contrairement à ce qu'elle imagine, son paradis tranquille va devenir l'objet de nombreuses convoitises et la mettre en situation périlleuse. Linda n'est pas seule et peut compter sur Victoire, son amie de toujours, qui l'accompagne... Sans oublier le gérant de l'hôtel, Lucas qui semble cacher un lourd secret.

## Distribution
- Vanessa Demouy : Linda
- Patrick Forster-Delmas : Lucas
- Cachou : Victoire
- Paul Barge : Willy
- Moonha : Calypso
- Waguih Talka : Greg
- André Schiffer : Andréa
- Philippe Lefebvre : Yann

## Fiche technique
- Réalisation : Paolo Barzman
- Scénaristes : Patrick Hutin, Christian François, Julien Levallet, Julie Simon, Patrick Tringale
- Producteurs exécutifs : Georges Benayoun, Cécile Roger-Machart, Paul Rozenberg
- Société de production : Elma Productions et M6 Métropole Télévision
- Principal lieu de tournage : Îlet Oscar faisant partie des îlets du François en Martinique.
- Genre : Aventure , Action

## Épisodes
La série est constituée de quatre épisodes :
1. Madinina, l'île aux fleurs
2. Liaisons impossibles
3. Île et elle
4. Compte à rebours

En 1997, une suite en quatre épisodes de 90 minutes a été diffusée à partir du 6 février sur M6 : Aventures Caraïbes.

## Musique
La musique du générique Jam is Black est interprétée par Vanessa Demouy.